# ノーマン・ボル
ノーマン・ロフタス・ボル（Norman Loftus Bor 、1893年5月2日 - 1972年12月22日）は、アイルランドの植物学者である。インドの森林局（ Indian Forest Service ）や王立植物園（キューガーデン）で働いた。

## 略歴
ウォーターフォード県のトラモアに生まれた。ダブリンのトリニティ・カレッジで医学を学んだ後、エディンバラ大学で植物学を学び1921年に卒業した。 在学中に第一次世界大戦が起こり、兵士として出征し、負傷を負った。卒業後、インドの森林局で1948年まで働いた後、キューガーデンで1958年まで働いた。
インドではアッサム、シロン、バリパラ（Balipara、現バングラディッシュ）の主任森林官などを務め、植物学者としてはインド周辺の草本植物の研究やキプロス、イラン、イラクの植物も研究した。1948年にアッサムの草本の研究によりトリニティ・カレッジから、Sc.D.(名誉博士号）を受けた。
1947年にエディンバラ王立協会の会員となり、インド国立科学アカデミーの会員であり、インド植物学会の会長も務めた。ロンドン・リンネ協会の会員を務め、1962年にリンネ・メダルを受賞した。
タケ亜科 の属名、Borindaに献名された。

## 著作
- List of the Grasses of Assam, 1938
- Flora of Assam, 1940
- Floras of Cyprus and Iraq
- Manuals of Indian Botany, 1953
- Some Beautiful Indian Climbers and Shrubs, 1954